# Nursheena Azhar Raja
Nursheena Azhar Raja (* 7. Juli 1991) ist eine malaysische Hürdenläuferin, die sich auf die 100-Meter-Distanz spezialisiert hat.

## Sportliche Laufbahn
Erste internationale Erfahrungen sammelte Nursheena Azhar Raja im Jahr 2011, als sie bei den Südostasienspielen in Palembang in 14,22 s den siebten Platz belegte. Zwei Jahre später schied sie bei der Sommer-Universiade in Kasan mit 13,98 s in der ersten Runde aus und gewann anschließend bei den Islamic Solidarity Games in Palembang in 13,98 s die Bronzemedaille hinter der Indonesierin Dedeh Erawati und Yamina Hjaji aus Marokko gewann. Auch bei den Südostasienspielen in Naypyidaw gewann sie in 13,84 s hinter Erawati und der Thailänderin Wallapa Punsoongneun die Bronzemedaille. 2014 erreichte sie bei den Hallenasienmeisterschaften in Hangzhou in 8,78 s den fünften Platz im 60-Meter-Hürdenlauf und schied anschließend bei den Commonwealth Games in Glasgow mit 14,30 s im Vorlauf aus. 2015 wurde sie bei den Südostasienspielen in Singapur in 13,88 s Fünfte und 2016 wurde sie bei den Hallenasienmeisterschaften in Doha im Finale disqualifiziert.
2017 gewann sie bei den Islamic Solidarity Games in Baku in 13,85 s erneut die Bronzemedaille, diesmal hinter Odile Ahouanwanou aus Benin und der Türkin Nevin Yanıt. Anschließend gewann sie bei den Südostasienspielen in Kuala Lumpur in 13,92 s die Silbermedaille hinter der Vietnamesin Trần Thị Yến. Zwei Jahre später erreichte sie bei den Südostasienspielen in Capas in 14,31 s den achten Platz.
2012 und 2013 sowie 2018 und 2019 wurde Raja malaysische Meisterin im 100-Meter-Hürdenlauf sowie 2018 auch in der 4-mal-100-Meter-Staffel.

## Persönliche Bestleistungen
- 100 m Hürden: 13,84 s (+0,3 m/s), 19. Dezember 2013 in Naypyidaw
  - 60 m Hürden: 8,57 s, 20. Februar 2016 in Doha